# The Rider
The Rider és una pel·lícula estatunidenca dramàtica escrita i dirigida per Chloé Zhao i estrenada l'any 2017, interpretada per actors no professionals. Es va presentar a la Quinzena dels directors al Festival de Canes 2017, on va assolir el Premi Art Cinéma a la millor pel·lícula d'aquesta selecció paral·lela, i també va ser seleccionada al Festival del cinema americà de Deauville 2017 on assoleix el Gran premi. El rodatge va tenir lloc a la Reserva índia de Pine Ridge al setembre 2016. El 16 d'abril de 2022 es va estrenar la versió doblada en català a La 2.

## Argument
Brady, que va ser una de les estrelles en ascens del rodeo i un talentós entrenador de cavalls, pateix un accident que l'incapacita per tornar a muntar. Quan torna a casa s'adona que l'única cosa que vol fer és muntar a cavall i participar en rodeos, la qual cosa el frustra bastant. En un intent per reprendre el control de la seva vida, Brady emprèn un viatge a la recerca d'una nova identitat i del significat del que és ser un home en el cor d'Amèrica.

## Repartiment
- Brady Jandreau: Brady Blackburn
- Tim Jandreau: Wayne Blackburn
- Lilly Jandreau: Lilly Blackburn
- Cat Clifford: Cat Clifford
- Terri Dawn Pourier: Terri Dawn Pourier
- Lane Scott: Lane Scott
- Tanner Langdeau: Tanner Langdeau
- James Calhoon: James Calhoon
- Derrick Janis: Victor Chasinghawk

## Crítica
A França, el lloc Allociné censa una mitjana de les crítiques de premsa de 4,2/5, i dels crítics espectadors a 4,1/5 pel que fa a CinéSéries anotaran el film 2/5 amb l'esment "Es pot fer millor".
- Zhao ens mostra el procés d'algú que ha de deixar de ser allò a què fa referència el títol de la pel·lícula. Zhao (...) no es molesta a rebaixar la càrrega documental que conté aquesta ficció.[7]
- "Que sigui el mateix Jandreau qui s'interpreta a si mateix en el film (...) explica en part el punyent verisme d'una pel·lícula que sap treure el millor partit de cadascuna de les seves cares. (…) Puntuació: ★★★★ (sobre 5)"[8]
- "Guanya integritat artística gràcies a la tècnica de docuficció de Zhao (...) i a un estil visual somiador i polsegós."[9]
- "Un western modern adorable i desolador (...) Una joia poc comuna, un retrat discret i molt atent"[10]